# Д’Опуль, Жан Жозеф Анж
Жан-Жозеф Анж д’Опуль (фр. Jean Joseph Ange d'Hautpoul; 1754—1807) — французский военный деятель, дивизионный генерал (1796 год), сенатор (1806 год), участник революционных и наполеоновских войн. Имя генерала выбито на Триумфальной арке в Париже.
По свидетельствам современников, генерал являлся одним из лучших командиров тяжёлой кавалерии, был отличным солдатом и очень харизматичной личностью, обладал феноменальной физической силой, возможно был выше ростом Мюрата, обладал громким командным голосом.

## Биография

### Происхождение и ранняя военная карьера
Жан-Жозеф родился в старинной дворянской семье Лангедока. Его родителями были Жозеф д’Опуль, сеньор Салетт (фр. Joseph d'Hautpoul, Seigneur de Salettes; 1714—) и Антуанетта де Верден (фр. Antoinette de Verdun; 1723—1757). По словам его биографа Шарля Тума, «его семья, одна из старейших на Юге, уже была прославлена во времена Первого крестового похода». Будущий генерал учился в колледже Альби. В 1769 году в возрасте 15 лет вступил добровольцем в Корсиканский легион. 15 сентября 1771 года перевёлся в драгунский легион Дофине. 29 декабря 1777 года в звании младшего лейтенанта зачислен в полк егерей Лангедока (1 января 1791 года ставший 6-м конно-егерским полком).

### Революционные войны
С началом Революции скорость продвижения в званиях для талантливых людей возросла: 10 марта 1792 года Жан-Жозеф – капитан, 15 августа 1792 года уже подполковник. 15 октября 1793 года отличился при освобождении Мобёжа. В феврале 1794 года в Камбре у него возникли проблемы в связи с его дворянским происхождением, но на его защиту встали солдаты его полка. Когда за ним пришли народные комиссары, солдаты его полка сказали: «Нет д’Опуля, нет 6-го егерского». В результате Жан-Жозеф был оставлен на службе.
21 марта 1794 года произведён в полковники, и возглавил 6-й конно-егерский полк. Сражаясь в рядах Северной армии под началом генерала Феррана.
3 апреля 1794 года получил временное звание бригадного генерала. 17 мая 1794 года назначен командиром лёгкой кавалерии авангарда Арденнской армии генерала Дежардена, с 27 мая командовал авангардом генерала Марсо. 6 июня был переведён в дивизию генерала Дюбуа-Крансе, и 26 июня отличился в сражении при Флёрюсе. 2 июля был переведён в Самбро-Маасскую армию, и 21 июля сменил дивизию Дюбуа-Крансе на дивизию генерала Лефевра. Последний пишет о д’Опуле: «старый кавалерийский офицер, очень деятельный, смелый, умный, прекрасно знающий функции, возложенные на его звание, и выполняющий их одинаково». 13 июня 1795 года был утверждён Комитетом общественного спасения в звании бригадного генерала. 13 сентября 1795 года отличился в сражении при Бланкенберге. 1 июня 1796 года пришёл на помощь генералам Клеберу и Лефевру, попавших в засаду австрийских гусар. 3 июня вытеснил часть имперских войск со своего бивака на Зиге, а 4-го отличился в битве при Альтенкирхене, где его люди захватили целый австрийский пехотный полк, 11 пушек и 400 лошадей, а сам д’Опуль был ранен пулей в левое плечо. 6 августа 1796 года сменил раненого генерала Ришпанса на посту командира дивизии. 10 октября 1796 года получил звание дивизионного генерала и пост инспектора кавалерии. Так же в этом году женился на Жюли Тавернье де Буллонь де Прененвиль (фр. Julie Tavernier de Boullongne de Preninville; 1778—1851).
23 января 1797 года возглавил тяжёлую кавалерию у генерала Гренье в составе Самбро-Маасской армии. Отличился 18 апреля 1797 года при переходе через Рейн у Нойвида, за что получил комплимент от генерала Гоша. 

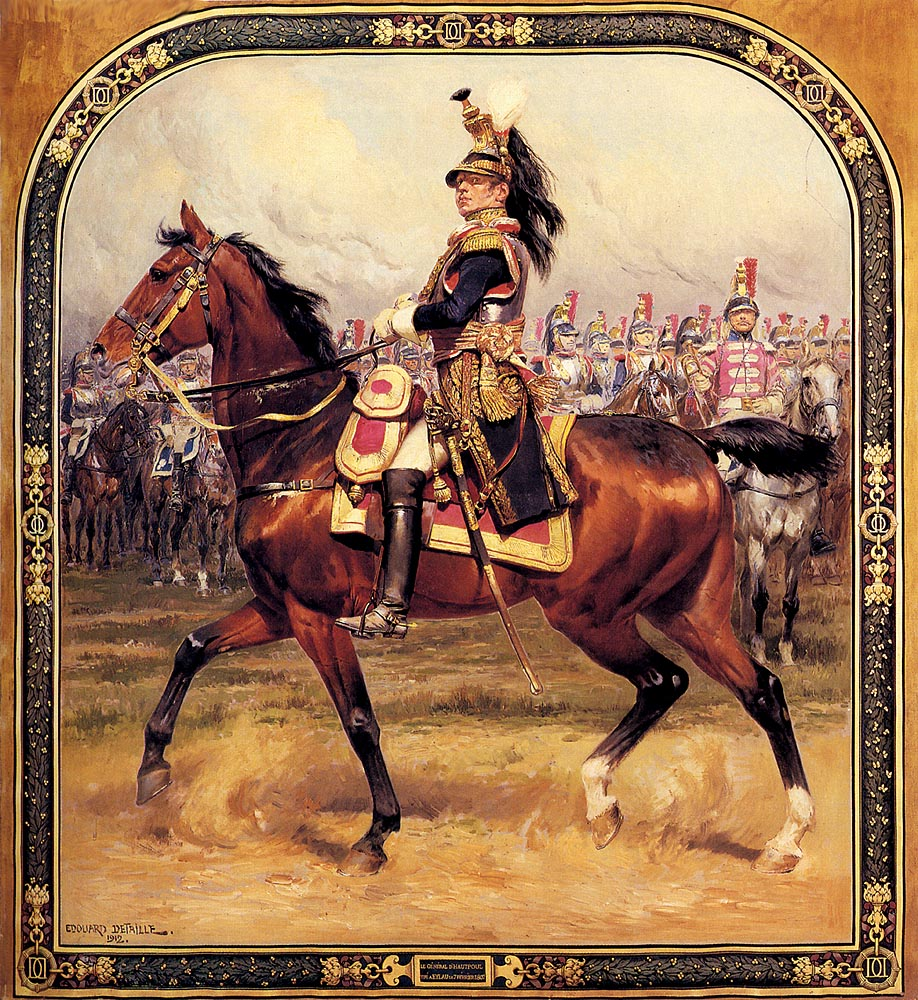
Эдуар Детай, Генерал д'Опуль на коне, 1912 год.

12 января 1798 года был переведён в Армию Англии. 29 июля 1798 года назначен командиром 7-й кавалерийской дивизии Майнцской армии. 6 марта 1799 года переведён в Дунайскую армию. 21 марта он служил под Острахом, где его кавалерия, расположенная возле Пфуллендорфа, прикрывала отступление войск Лефевра. Четыре дня спустя, во время битвы при Штокахе, д’Опуль командовал резервной кавалерией, состоящей из двух карабинерских полков и двух полков тяжёлой кавалерии. В то время как атаки и контратаки следовали одна за другой с обеих сторон, главнокомандующий Журдан, сумевший восстановить свою позицию, которая на мгновение была скомпрометирована маневром эрцгерцога Карла, приказал д’Опулю без дальнейшего промедления атаковать австрийские войска. Последний, однако, по неясным причинам задерживает выполнение запрошенного движения. В результате атака 1-го карабинерского полка, развертыванию которой препятствовала атака эскадрона французских драгун, не приблизилась к австрийской кавалерии со всей необходимой энергией и была отбита, как и 2-й карабинерский полк под предводительством самого Жан-Жозефа, который , после подобия успеха против отряда пехоты противника, был вынужден отступить на исходные позиции. Потерпев поражение, Журдан обвинил в поражении д’Опуля, имевшего для последнего серьёзные последствия: фактически 28 апреля Директория отстранила его от своих функций за неповиновение и заключила в тюрьму в Страсбурге. Генерал должен был предстать перед военным трибуналом, однако отчасти из-за продолжения военных действий суд не смог состояться и обвинения против д’Опуля были отменены указом от 7 июля 1799 года; 24 числа этого месяца генерал был реабилитирован в звании и направлен в Рейнскую армию. С 25 сентября 1799 года командовал резервной кавалерией у генерала Нея, в ноябре – у генерала Лекурба, в январе 1800 года – у генерала Барагэ д’Илье. Тем временем он принял участие в нескольких столкновениях на участке Мангейма и Филипсбурга. 1 апреля 1800 года переведён в резервный корпус генерала Моро. 19 июня произошло сражение при Хёхштадте, в ходе которого две кавалерии, французская и австрийская, вступили в ожесточенный бой: тяжёлая кавалерия д’Опуля, несмотря на две энергичных атаки каждый раз подвергалась контратаке со стороны противоборствующих эскадронов, но вмешательство 9-го гусарского полка привело имперцев в замешательство и помогло склонить чашу весов в пользу французов. 3 декабря отличился при Гогенлиндене.
24 июля 1801 года был назначен Первым консулом генеральным инспектором кавалерии, и в рамках своих обязанностей он отвечал за преобразование 9-го, 10-го, 11-го и 12-го кавалерийских полков в кирасирские части.
19 сентября 1803 года в Париже генерал женился на Александрине Доми (фр. Alexandrine Suzanne Daumy; —1862), от которой имел сына Альфонса Наполеона (фр. Alphonse Napoléon), родившегося 29 мая 1806 года, ставшего офицером кавалерии, бароном Империи (6 октября 1810 года), мэром Трувиля (1845 год). После гибели генерала, его вдова вступила в повторный брак 16 октября 1809 года в Париже с Луи Леклерком дез Эссаром, генералом Империи. Его кузен, Альфонс Анри д’Опуль, также участвовал в наполеоновских войнах, а позднее стал 28-м премьер-министром Франции.

### Во главе дивизии кирасир
29 августа 1803 года генерал д’Опуль возглавил кавалерию в лагере Компьень Армии Берегов Океана. 17 ноября 1803 года был переведён в лагерь Сент-Омер. 24 августа 1805 года был поставлен во главе новой 2-й дивизии тяжёлой кавалерии резервной кавалерии принца Мюрата в составе Великой Армии. 2 декабря 1805 года блестяще проявил себя в сражении при Аустерлице, где провёл несколько умелых атак против русских и австрийцев.
19 марта 1806 года получил ежегодную пенсию в 20 000 франков, а 20 мая 1806 года стал сенатором.
Ненадолго покинув в августе свою кирасирскую дивизию (его роль парламентария была несовместима с осуществлением командования в действующей армии), генерал д’Опуль был восстановлен на своем посту в сентябре с началом войны против Пруссии. 14 октября 1806 года при Йене участвовал в разгроме прусской армии. 6 и 7 ноября 1806 года при Любеке содействовал капитуляции последних боеспособных сил Пруссии. 6 февраля 1807 года при Гофе провёл легендарную атаку против русской пехоты, после чего Наполеон, впечатлённый действиями кирасир, обнял генерала. 8 февраля в сражении при Эйлау принял участие в знаменитой кавалерийской атаке маршала Мюрата на русскую пехоту. Проезжая мимо Императора д’Опуль сказал: «Сир, Вы увидите мои большие каблуки (прозвище кирасир). Они войдут во вражеские каре как в масло». Затем во главе своих кирасир и гвардейских конных гренадер полковника Лепика прорвал три линии русских войск и был смертельно ранен пушечным ядром, раздробившим ему правое бедро. Хирург Ларрей настаивал на ампутации ноги, но генерал наотрез отказался и 14 февраля умер в соседней деревне Воринен в возрасте 51 года от сепсиса. Перед смертью д’Опуль написал письмо Императору, выразив ему свою вечную преданность. Наполеон приказал взятые при Эйлау 24 русских орудия переплавить для конной статуи д’Опуля в мундире дивизионного генерала кирасир.
В 1840 году его сын Альфонс перенёс его останки из Воринена в семейный склеп на парижском кладбище кладбище Пер-Лашез, а сердце было захоронено в крипте Дома инвалидов.

## Воинские звания
- Драгун (15 сентября 1771 года);
- Бригадир (1774 год);
- Вахмистр (24 ноября 1776 года);
- Младший лейтенант (29 декабря 1777 года);
- Капитан (10 марта 1792 года);
- Подполковник (15 августа 1792 года);
- Полковник (21 марта 1794 года);
- Бригадный генерал (3 апреля 1794 года, утверждён 13 июня 1795 года);
- Дивизионный генерал (10 октября 1796 года).

## Награды
Легионер ордена Почётного легиона (11 декабря 1803 года)
 Великий офицер ордена Почётного легиона (14 июня 1804 года)
 Знак Большого Орла ордена Почётного легиона (8 февраля 1806 года)